# Traité de Pereïaslav (1630)
Cet article traite du traité de 1630, à ne pas confondre avec le Traité de Pereïaslav (1654) et le Traité de Pereïaslav (1659).
 (signalé en mai 2025).
Si vous disposez d'ouvrages ou d'articles de référence ou si vous connaissez des sites web de qualité traitant du thème abordé ici, merci de compléter l'article en donnant les références utiles à sa vérifiabilité et en les liant à la section « Notes et références ».
- Archive Wikiwix
- Bing
- Cairn
- DuckDuckGo
- E. Universalis
- Gallica
- Google
- G. Books
- G. News
- G. Scholar
- Persée
- Qwant
- (zh) Baidu
- (ru) Yandex
- (wd) trouver des œuvres sur Wikidata

Le traité de Pereïaslav est un traité signé en juin 1630 par les forces cosaques rebelles de Taras Fedorovytch (voir Soulèvement de Fedorovitch) et les forces polonaises du hetman Stanisław Koniecpolski. 
Selon les termes de ce traité, les Cosaques doivent arrêter leurs incursions en territoire ottoman, restituer aux Polonais les pièces d'artillerie qu'ils leur ont saisies et destituer Fedorovitch du pouvoir. Le nombre de Cosaques enregistrés passe aussi à 8 000.
Taras Fedorovitch critique vivement ce traité, qui ne parvient pas à mettre fin aux tensions grandissantes entre les Polonais et les Cosaques.